# Oktobermanifest

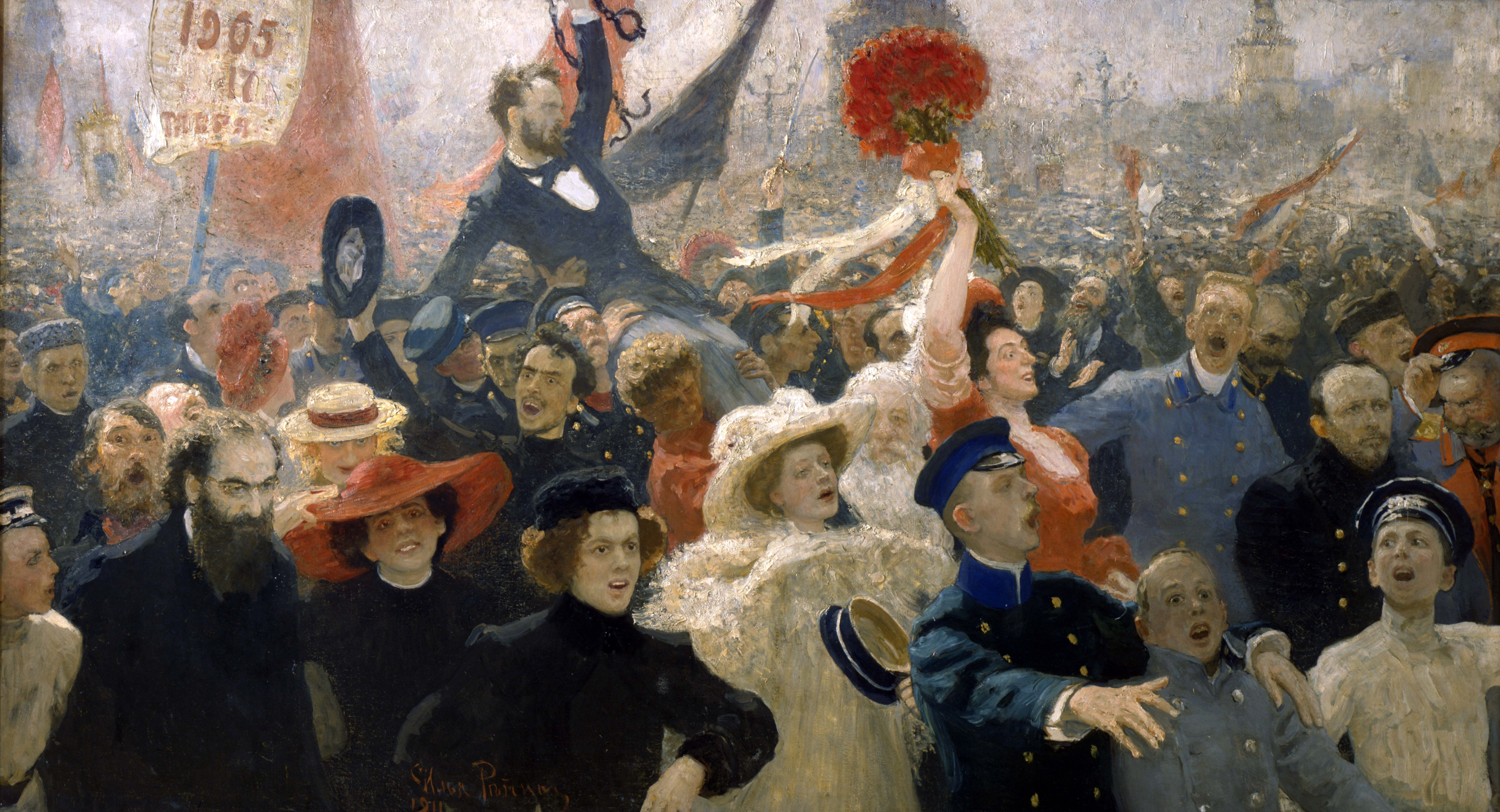
Gejuich na de afkondiging van het Oktobermanifest, door Ilja Repin

Het Oktobermanifest of officieel het Manifest ter Verbetering van de Staatsorde (Russisch: Октябрьский манифест of Манифест об усовершенствовании государственного порядка) werd opgesteld door Sergej Witte en op 30 oktober [O.S. 17 oktober] 1905 getekend door tsaar Nicolaas II van Rusland als reactie op de revolutie van 1905.
Het manifest vormde het autocratische Russische Rijk om tot een constitutionele monarchie met een tweekamerstelsel bestaande uit de Staatsraad en de nieuw op te richten Doema, waarvan de leden zouden worden gekozen door middel van algemeen mannenkiesrecht. Het manifest legde ook burgerlijke grondrechten vast als persoonlijkheidsrechten, godsdienstvrijheid, vrijheid van vereniging en vergadering. Het Oktobermanifest vormde daarmee de grondslag voor de eerste Russische grondwet. Het manifest werd met veel enthousiasme ontvangen.
In werkelijkheid veranderde het Oktobermanifest echter niet veel in het tsaristische Rusland. Veel besluiten van de Doema werden door de veto's van de tsaar geblokkeerd en de Doema werd zelfs meermalen ontbonden door de tsaar. Ook de vele grondrechten werden zonder meer geschonden door de overheid.